# Chronologie de la guerre de Crimée
Notes
Guerre de Crimée
Batailles
- Isaccea (10-1853)
- Oltenița (11-1853)
- Pitsounda (11-1853)
- Sinope (11-1853)
- Cetate (12-1853)
- Silistra (04-1854)
- Kurekdere (08-1854)
- Bomarsund (08-1854)
- Petropavlovsk (08-1854)
- Alma (09-1854)
- Sébastopol (10-1854)
- Balaklava (10-1854)
- Inkerman (11-1854)
- Eupatoria (02-1855)
- Taganrog (05-1855)
- Kars (07-1855)
- Tchernaïa (08-1855)
- Malakoff (09-1855)
- Kanghil (09-1855)
- Kinbourn (10-1855)

La chronologie de la guerre de Crimée, qui couvre la période 1850-1857, permet d'appréhender l'histoire de cette guerre par les événements selon leur ordre temporel concernant les évènements militaires, dans le secteur géographique de la mer Noire, mais également des évènements diplomatiques et autres qui ont eu une influence sur le déroulement de ce conflit.

## 1849
- En 1849, à Jérusalem, l'Empire russe crée la Mission ecclésiastique russe (Russkaja duxovnaja missij) et installe ainsi sa présence en Palestine alors sous domination ottomane. En réponse, Napoléon III nomme Charles de La Valette ambassadeur à Constantinople, qui déclara que le contrôle des Lieux saints par les catholiques était « clairement établi ».

## 1850
- 28 mai : à Constantinople, le général Jacques Aupick remet à Ali Pacha, ministre des Affaires étrangères de l'Empire ottoman, une note, se référent au traité de 1740[18], signée entre Louis XIV et la Porte Ottomane et demandant que les querelles concernant les Lieux saints soient réglées définitivement. Ces querelles concernaient, entre autres, le Saint-Sépulcre de Jérusalem et la basilique de la Nativité de Bethléem, qui étaient occupés conjointement par diverses congrégations religieuses chrétiennes. Cependant, les différences liturgiques et les luttes de pouvoirs entre catholiques et orthodoxes compliquaient cette cohabitation ; les Ottomans étaient parfois contraints de poster des soldats devant et à l'intérieur des églises pour éviter les affrontements[19],[20]. Cela n'était cependant pas toujours suffisant et le jour de Pâques 1846, une dispute pour savoir qui des orthodoxes ou des catholiques aurait la priorité pour célébrer la messe au Saint-Sépulcre dégénéra en un affrontement sanglant qui fit quarante morts[19].

## 1851
- Charles de La Valette ambassadeur à Constantinople depuis 1849, déclare que le contrôle des Lieux saints par les catholiques est « clairement établi ».
- 28 octobre : le tsar, Nicolas Ier envoie une lettre comminatoire au sultan, Abdülmecid Ier.
- 2 décembre : coup d'État de Louis-Napoléon Bonaparte[21].
- 20 décembre :  plébiscite confirmant le coup d'État de Louis-Napoléon Bonaparte (7,5 millions de oui, 1,5 million d’abstentions, 600 000 non).

## 1852
- 8 février : Le sultan, Abdülmecid Ier promulgue le firman censé réconcilier les chrétiens grecs et les chrétiens latins
- Été : Charles de La Valette est rappelé en France.
- Novembre : En violation de la convention de Londres, le navire de ligne Charlemagne entre à Constantinople, pour forcer le sultan à accorder aux catholiques les clés de la basilique de la Nativité[22]
- Décembre : En réponse, Nicolas Ier mobilise plus de 100 000 hommes en Bessarabie et entame des négociations avec le Royaume-Uni.
- 2 décembre : Napoléon III est proclamé empereur, à Paris.
- 26 décembre : à Londres, le comte d'Aberdeen devient (en) premier ministre

## 1853
- janvier : Lors de négociations secrètes, Nicolas Ier propose à l'ambassadeur d'Angleterre en Russie Hamilton Seymour de diviser l'Empire ottoman. L'Angleterre refuse afin de freiner l'expansion de l'Empire russe dans les Balkans et de protéger ses colonies en Orient.
- 28 février : Le général Alexandre Menchikov est envoyé en mission spéciale à Constantinople, pour forcer le sultan à abroger les concessions faites aux catholiques et exiger un nouveau traité leur garantissant le droit d'intervenir dans tout l'Empire ottoman pour protéger les orthodoxes.
- 22 mars : En réponse à la mobilisation russe en Bessarabie, la flotte française est envoyée en mer Égée.
- 19 avril : Menchikov signe un accord avec les Français et les Britanniques, qui semblent mettre fin à toute idée de conflit et exige une convention en faveur des chrétiens orthodoxes des Turcs que ces derniers refusent.
- 5 mai : Menchikov présente une version légèrement moins exigeante du texte initial mais assortie d'un ultimatum[23].
- 10 mai : soutenus par l'ambassadeur britannique Stratford Canning, les Ottomans refusent de céder à la pression diplomatique russe.
- 21 mai : Après avoir repoussé plusieurs fois la date d'expiration de l'ultimatum Menchikov annonce la rupture des relations diplomatiques entre les deux pays et quitte Constantinople.
- 31 mai : Charles Robert de Nesselrode, ministre des Affaires étrangères russes, envoie un dernier ultimatum menaçant à Moustapha Reschid Pacha.
- 13-14 juin : La flotte franco-anglaise mouille à l'entrée du détroit des Dardanelles, dans la baie de Besik.
- 17 juin : le sultan rejette à nouveau l’ultimatum russe.
- 26 juin : le tsar appelle à la guerre Sainte
- 3 juillet : Les troupes russes du général Paskevitch occupent les provinces de Moldavie et de Valachie, principautés danubiennes sous suzeraineté ottomane mais où ces derniers n'avaient aucune troupe[24],[25],[26].
- 31 juillet : mise au point de la convention de la conférence de Vienne proposée par Napoléon III
- 3 août : La convention de la conférence de Vienne proposée par Napoléon III est acceptée par Nicolas Ier, afin d'éviter une guerre.
- 11 août : Le Royaume-Uni déploie des navires de guerre à l'entrée du détroit des Dardanelles où se trouve déjà la flotte française[27].
- 20 août : Les Ottomans exigent la modification de 3 points de la convention de la conférence de Vienne.
- 8 octobre : A Vienne les plénipotentiaires turcs, dont Moustapha Reschid Pacha, demandent à l'ambassadeur russe à Vienne, le prince Alexandre Gortchakov, l'évacuation des troupes russes des principautés danubiennes.
- 23 octobre : L'Empire ottoman déclare la guerre à l'Empire russe.
- 23 octobre : combat d'Isatcha; 2 bateaux à vapeur russes, le Pruth et l'Ordonnance suivis de 8 chaloupes canonnières forcent le passage du Danube et essuient une canonnade de la forteresse turque d'Isatcha, située sur la rive droite du fleuve entre Reni et Izmaïl, villes situées en Russie.
- 25 octobre : le général ottoman Abdi Pacha s'empare de la forteresse russe de Saint-Nicolas située au nord de Batoumi.
- 30 octobre : Achille Baraguey d'Hilliers est nommé ambassadeur et ministre plénipotentiaire français auprès du gouvernement Ottoman.
- 4 novembre : victoire des troupes ottomanes sur les troupes russes à Oltenitza
- 4 novembre : La flotte franco-anglaise s'embosse à Beykoz dans le détroit du Bosphore
- 30 novembre : La flotte de la mer Noire russe du vice-amiral Nakhimov détruit la flotte ottomane à la bataille de Sinope.
- 5 décembre : Les diplomates se posent en médiateurs afin que la convention de la conférence de Vienne soit signée par les parties.
- 31 décembre : bataille de Cetate entre les troupes turques et russes.

## 1854
- 3 janvier : La flotte franco-anglaise entre en mer Noire
- 29 janvier : L'empereur des Français, tente encore de chercher une issue pacifique à la crise sous l'égide de l'Autriche, et envoie une lettre au tsar Nicolas Ier dans laquelle il écrit[28] :

« ...Votre Majesté, de son côté, montrant le calme qui naît de la conscience de sa force, s'était bornée à repousser, sur la rive gauche du Danube comme en Asie, les attaques des Turcs ; et avec la modération digne du chef d'un grand empire, Elle avait déclaré qu'Elle se tiendrait sur la défensive. ... L'événement de Sinope fut pour nous aussi blessant qu'inattendu ; car peu importe que les Turcs aient voulu ou non faire passer des munitions de guerre sur le territoire russe. En fait, des vaisseaux russes sont venus attaquer des bâtiments turcs dans les eaux de la Turquie et mouillés tranquillement dans un port turc, ils les ont détruits, malgré l'assurance de ne pas faire une guerre agressive, malgré le voisinage de nos escadres. Ce n'était plus notre politique qui recevait là un échec, c'était notre honneur militaire. Les coups de canon de Sinope ont retenti douloureusement dans le cœur de tous ceux qui, en Angleterre et en France, ont un vif sentiment pour la dignité nationale.... »
- 8 février[29] : Le tsar Nicolas Ier répond au courrier de Napoléon III lui rappelant la campagne de Russie de 1812 :

« ... Quoi que Votre Majesté décide, ce n'est pas devant la menace qu'on me verra reculer. Ma confiance est en Dieu et en mon droit, et la Russie, j'en suis garant, saura se montrer en 1854 ce qu'elle fut en 1812. »
- 21 février : le tsar confirme par courrier ses intentions belliqueuses
- 27 février : La France et l'Angleterre somment le tsar d'évacuer les Principautés danubiennes
- 11 mars : Un décret impérial constitue l'armée française d'Orient. Le maréchal de Armand Jacques Leroy de Saint-Arnaud est nommé commandant en chef. Les 3 divisions sont placées sous les ordres des généraux Canrobert, Bosquet et Napoléon, la brigade de cavalerie sous le commandement du général d'Allonville et la division de réserve sous celui du général Forey.
- 19 mars : Les premières troupes françaises quittent Toulon pour l'importante base navale turque de Gallipoli dans le pachalik de l'Archipel.
- 23 mars : Les troupes russes traversent le Danube.
- 27 mars : La France et l'Angleterre déclarent la guerre à la Russie[30].
- 28 mars : Le HMS Furious est reçu à coups de canon à Odessa malgré son pavillon de parlementaire.
- 5 avril : début du siège de Silistra par les troupes russes
- Royaume de Prusse 9 avril : La Prusse et l'Autriche soutiennent la politique de Paris et de Londres.
- 10 avril : Une loi augmente le contingent annuel qui passe de 80 000 à 140 000 hommes.
- 10 avril : L'acte d'alliance entre la France et l'Angleterre est signé.
- 15 avril : Le pavillon de guerre est hissé sur les navires en mer Noire.
- 22 avril : Bombardement d'Odessa (en)  par la flotte Franco-Britannique[31]
- 29 avril : Embarquement du général de Saint-Arnaud pour Gallipoli
- 7 mai : Le général de Saint-Arnaud arrive à Gallipoli.
- 9 mai : A Constantinople, le maréchal Achille Baraguey d'Hilliers est reçu par le sultan.
- 21 mai : Le maréchal Baraguey d'Hilliers quitte Constantinople.
- 19 mai : Premier conseil de guerre des alliés à Varna
- 20 mai : Les commandants en chef français et anglais rejoignent Omer Pacha à Schumla
- 20 mai : Les russes lancent une attaque contre Silistrie
- 24 mai : Le sultan approuve le plan élaboré par les commandants en chef à Varna
- 26 mai : Le général de Saint-Arnaud écrit à Napoléon III pour lui signifier que ce plan est inapplicable.
- 11 juin : La base des opérations est transférée de Gallipoli à Varna.
- 14 juin : Convention austro-turque concernant les Principautés danubiennes.
- 17 juin : Une revue militaire a lieu à Constantinople
- 23 juin : Les troupes russes se retirent au-delà du Danube.
- 24 juin : Les troupes russes lèvent le siège de Silistra
- 7 juillet : Bataille de Giurgevo entre les troupes russes et turques.
- 9 juillet : Les premiers cas de choléra font leur apparition dans les armées alliées stationnées à Varna.
- 10 juillet : 50 000 Français et 20 000 Anglais sont dénombrés dans le camp de Varna.
- 18 juillet : Lors d'un conseil de guerre, à Varna, les alliés décident d'attaquer Sébastopol.
- 19 juillet : Le HMS Caradoc (en) commence sa mission exploratoire le long des côtes de Crimée.
- 21 juillet : Début de l'expédition de la Dobroudja
- 22 juillet : Drouyn de Lhuys fait des 4 garanties, dont 2 particulièrement favorable à l'Autriche, les conditions obligatoires pour un retour à la paix[32].
- 28 juillet : Retour de l'expédition de la Dobroudja
- 5 août : Bataille de Kurekdere entre les troupes russes et turques.
- 10 août : Un incendie ravage tout le vieux quartier en bois de Varna[33]
- 16 août : En mer Baltique, prise de Bomarsund par les troupes Franco-Anglaise
- 26 août : Conseil de guerre à Varna
- 18 août : En Extrême-Orient russe, début du siège de Petropavlovsk par les troupes Franco-Anglaises
- 24 août : La Russie rejette les 4 garanties[32] demandées par Drouyn de Lhuys
- 24 août : Dans la mer de Barents, bombardement du port de Kola par la flotte alliée
- 27 août : Les troupes Franco-Anglaises lèvent le siège de Petropavlovsk
- 1er et 2 septembre : Les troupes alliées embarquent pour la Crimée
- 8 septembre : Les flottes alliées se regroupent au large de l'île des Serpents
- 10 septembre : Nouvelle reconnaissance le long de la côte ouest de la Crimée
- 20 septembre : bataille de l'Alma
- 9 octobre : début du siège de Sébastopol
- 25 octobre : bataille de Balaklava
- 5 novembre : bataille d'Inkerman

## 1855
- 17 février : Bataille d'Eupatoria
- 12 mai : Début du 1er siège de Taganrog
- 22 mai : Fin du 1er siège de Taganrog
- juin : Début du siège de Kars
- 18 juin Bataille de Malakoff (1er assaut)
- 7 juillet : Début du 2e siège de Taganrog
- 28 juillet : Fin du 2e siège de Taganrog
- 16 août : Bataille de la Tchernaïa
- 19 août : Début du 3e siège de Taganrog
- 31 août : Fin du 3e siège de Taganrog
- 7 septembre : Bataille de Malakoff (2e assaut)
- 8 septembre : Bataille du Grand Redan
- 11 septembre : Fin du siège de Sébastopol
- 29 septembre : Bataille de Kanghil
- 17 octobre : Bataille de Kinbourn
- 26 novembre : Fin du siège de Kars

### En français
- Jules Ladimir et Honoré Arnoul : La guerre histoire complète des opérations militaires en Orient et dans la Baltique
- Lucien Baudens, La Guerre de Crimée : Les campements, les bris, les ambulances, les hôpitaux, etc., Paris, Michel Lévy frères, 1858 (réimpr. 1858), 412 p.  — rééd. Charleston, Bibliobazaar, 2011 (OCLC 800423889)
- Léon Guérin, Histoire de la dernière guerre de Russie (1853-1856), Paris, Dufour, Mulat et Boulanger, 1858 (lire en ligne sur Gallica)
- Adolphe Niel, Siège de Sébastopol : journal des opérations du Génie, Paris, J. Dumaine, 1858 (lire en ligne sur Gallica)
- Camille Rousset, Histoire de la guerre de Crimée, Paris, Hachette, 1878 (lire en ligne sur Gallica)
- Luc Monnier, Étude sur les origines de la guerre de Crimée, Genève, Librairie Droz, 1977 (OCLC 3925260)
- René Guillemin, La Guerre de Crimée : Le Tsar de toutes les Russies face à l'Europe, Paris, Éditions France-Empire, 1981 (OCLC 742904076).
- Alain Gouttman, La Guerre de Crimée : 1853-1856, Paris, S.P.M, coll. « Kronos », 1995, 534 p. (ISBN 2-901952-22-4).
- Brian H. Reid (trad. Laurent Bury, préf. Michèle Battesti), Atlas de l'âge industriel : Guerre de Crimée, guerre de Sécession, unité allemande [« The American Civil War and the Wars of the Industrial Revolution »], Paris, Autrement, 2001 (1re éd. 1999) (ISBN 2-7467-0066-2)

### En anglais
- (en) Candan Badem, The Ottoman Crimean War (1853-1856), Leyde, Boston, Brill, coll. « The Ottoman Empire and its heritage », 2010, 432 p. (ISBN 978-90-04-18205-9, lire en ligne).
- (en) Brian Cooke, The Grand Crimean Central Railway : The Railway that won a War, Cavalier House, 1990 (ISBN 0-9515889-0-7).
- (en) John S. Curtiss, Russia's Crimean War, Durham, Duke University Press, 1980, 597 p. (ISBN 0-8223-0374-4).
- (en) Robert B. Edgerton, Death or Glory : The Legacy of the Crimean War, Westview Press, 1999, 288 p. (ISBN 0-8133-3570-1).
- (en) Orlando Figes, The Crimean War : A History, New York, Picador, 2012 (1re éd. 2010), 608 p. (ISBN 978-1-250-00252-5).
- (en) Ian Fletcher et Natalia Ishchenko, The Crimean War : A Clash of Empires, Staplehurst, Spellmount, 2004, 557 p. (ISBN 1-86227-238-7).
- (en) Brison D. Gooch, The New Bonapartist Generals in the Crimean War : Distrust and Decision-making in the Anglo-French Alliance, La Haye, Martinus Nijhoff, 1959 (ISBN 978-94-015-0398-3).
- (en) M. Şükrü Hanioğlu, A Brief History of the Late Ottoman Empire, Princeton et Oxford, Princeton University Press, 2008, 241 p. (ISBN 978-0-691-13452-9).
- (en) Stephen M. Harris, British Military Intelligence in the Crimean War, 1854-1856, Londres, Frank Cass, 1999 (ISBN 0-7146-8016-8).
- (en) Alexander W. Kinglake, The Invasion of Crimea, Édimbourg, William Blackwood & Sons, 1890
- (en) Andrew D. Lambert, The Crimean War : British Grand Strategy Against Russia, 1853-56, Farnham, Surrey/Burlington, Vt., Ashgate Publishing, 2011 (1re éd. 1990), 380 p. (ISBN 978-1-4094-1011-9, lire en ligne).
- (en) Stefanie Markovits, The Crimean War in the British Imagination, Cambridge, Cambridge University Press, 2009, 287 p. (ISBN 978-0-521-11237-6)
- (en) Edvard Radzinsky (trad. du russe par Antonina W. Bouis), Alexander II : The Last Great Tsar, New York, Simon & Schuster, 2006 (1re éd. 2005), 480 p. (ISBN 978-0-7432-8426-4, lire en ligne).
- (en) James J. Reid, Crisis of the Ottoman Empire : Prelude to Collapse 1839-1878, Stuttgart, Franz Steiner Verlag, 2000, 517 p. (ISBN 3-515-07687-5, lire en ligne)
- (en) William H. Russell, The British Expedition to the Crimea, New York, George Routledge & Sons, 1877
- (en) Albert Seaton (texte) et Michael Roffe (illustration), The Russian Army of the Crimea, Osprey Publishing, coll. « Men-at-Arms », 1973 (ISBN 0-85045-121-3).
- (en) John Sweetman, War and Administration : The Significance of the Crimean War for the British Army, Édimbourg, Scottish Academic Press, 1984, 174 p. (ISBN 0-7073-0332-X)
- (en) John Sweetman, The Crimean War, Oxford, Osprey, 2001 (ISBN 1-84176-186-9).
- (en) Robert H. G. Thomas (texte) et Richard Scollins (illustration), The Russian Army of the Crimean War 1854-56, vol. 241, Osprey Publishing, coll. « Men-at-Arms », 1991 (ISBN 1-85532-161-0).